# 14P/Wolf
14P/Wolf est une comète périodique du système solaire.
Max Wolf (à Heidelberg en Allemagne) découvrit cette comète le 17 septembre 1884. Elle fut redécouverte quelques jours plus tard, sans lui être créditée, par Ralph Copeland (Dun Echt Observatory à Aberdeen en Écosse) le 23 septembre.
Auparavant, la comète avait un périhélie de 2,74 ua et une période orbitale de 8,84 ans, qui devinrent un périhélie de 2,43 ua et une période orbitale de 8,28 ans lors d'un passage à 0,125 ua de Jupiter le 27 septembre 1922 ; les valeurs actuelles ont été établies lorsque la comète est passée de nouveau près de Jupiter le 13 août 2005. Un autre passage à proximité de Jupiter le 10 mars 2041 fera repasser les paramètres de la comète à des valeurs proches de celles de la période 1925 - 2000.
Le diamètre du noyau est estimé à 4,6 kilomètres.